# 奮起湖車站
奮起湖車站位於台灣嘉義縣竹崎鄉，為林務局阿里山林業鐵路阿里山線最大的中途車站，海拔1403公尺。奮起湖是阿里山林業鐵路本線沿途中最大的一站，並且是唯一擁有雙月台的大站，是客、貨運列車上、下山交會的地點。列車在此補充煤水後繼續上路。現將原木造蒸汽火車車庫，改作古老蒸汽火車展示場，存放蒸汽火車、修理工具、以及歷史照片等，供遊客參觀回顧。

## 車站構造
島式月台及岸式月台各一座。

## 利用狀況
為阿里山線（主線）的停靠站，蒸氣火車從嘉義市北門車站－奮起湖加水、填煤，所以火車會停留較長的時間；同時行車已近中午用餐，車員及乘客在此休息，造就奮起湖的鐵道便當文化，亦成為附近村落趕集聚散之地、阿里山森林鐵路的貨物、人群最大集散中心。而奮起湖站的舊站房，目前是做為奮起湖監工區的辦公室之用。

## 停靠狀況
- 本站為阿里山線中途最大站。
- 下山（往嘉義）2班，上山（往十字路、阿里山）各1班。
- 阿里山號：皆停靠（1次、2次、5次、8次列車每日行駛），5次列車停靠65分鐘、2次停靠41分鐘。

## 公車資訊
| 編號 | 經營業者     | 區間         | 備註                               |
| ---- | ------------ | ------------ | ---------------------------------- |
| 7302 | 嘉義縣公車處 | 嘉義－奮起湖 |                                    |
| 7322 | 嘉義縣公車處 | 嘉義－阿里山 | 台灣好行奮起湖石棹阿里山（B1）線。 |

## 歷史
- 1912年10月1日開始設站。

## 圖片集

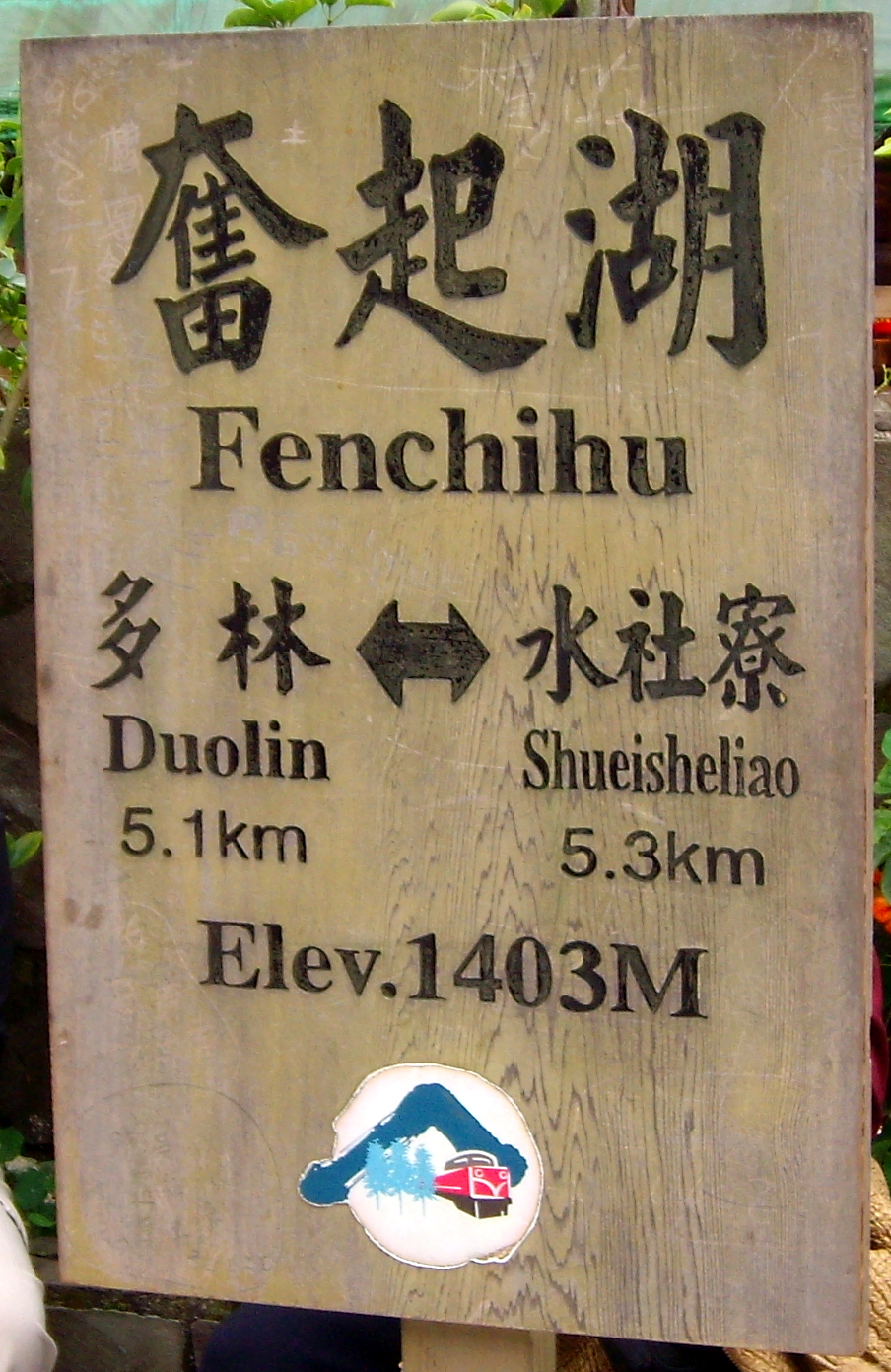
奮起湖車站牌
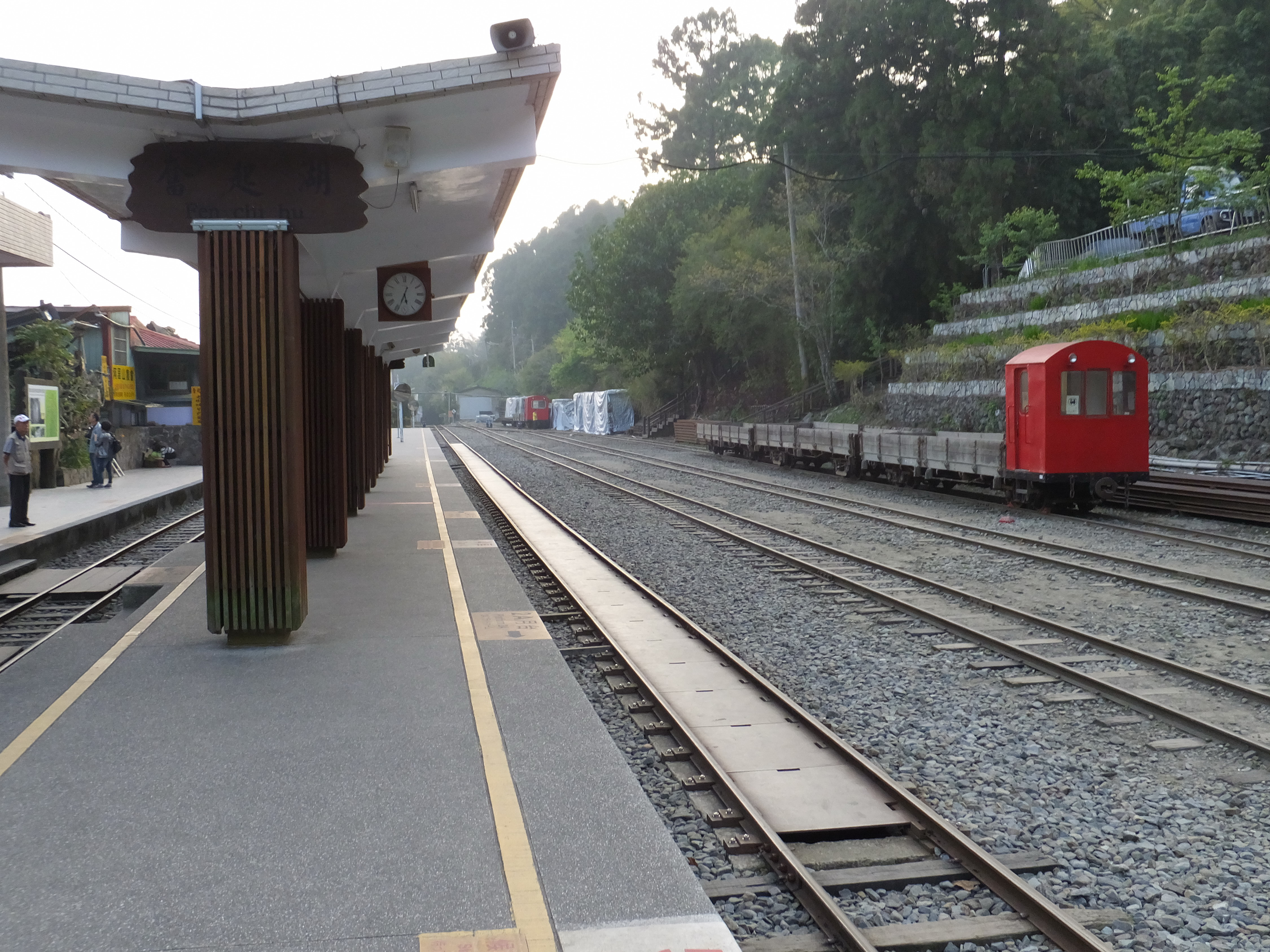
月台
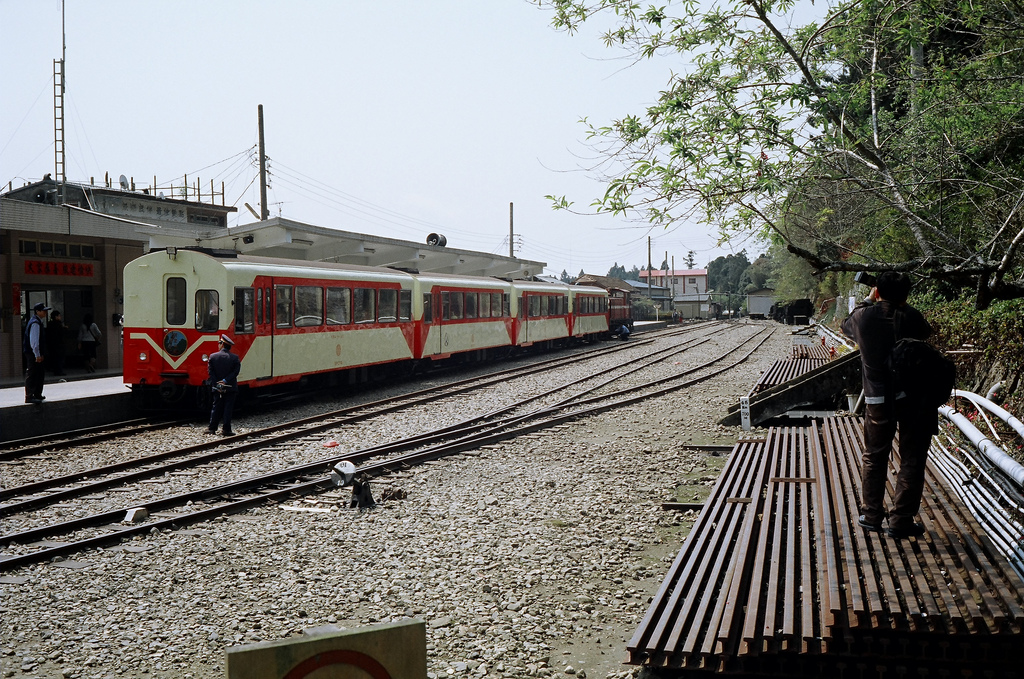
阿里山號於奮起湖車站
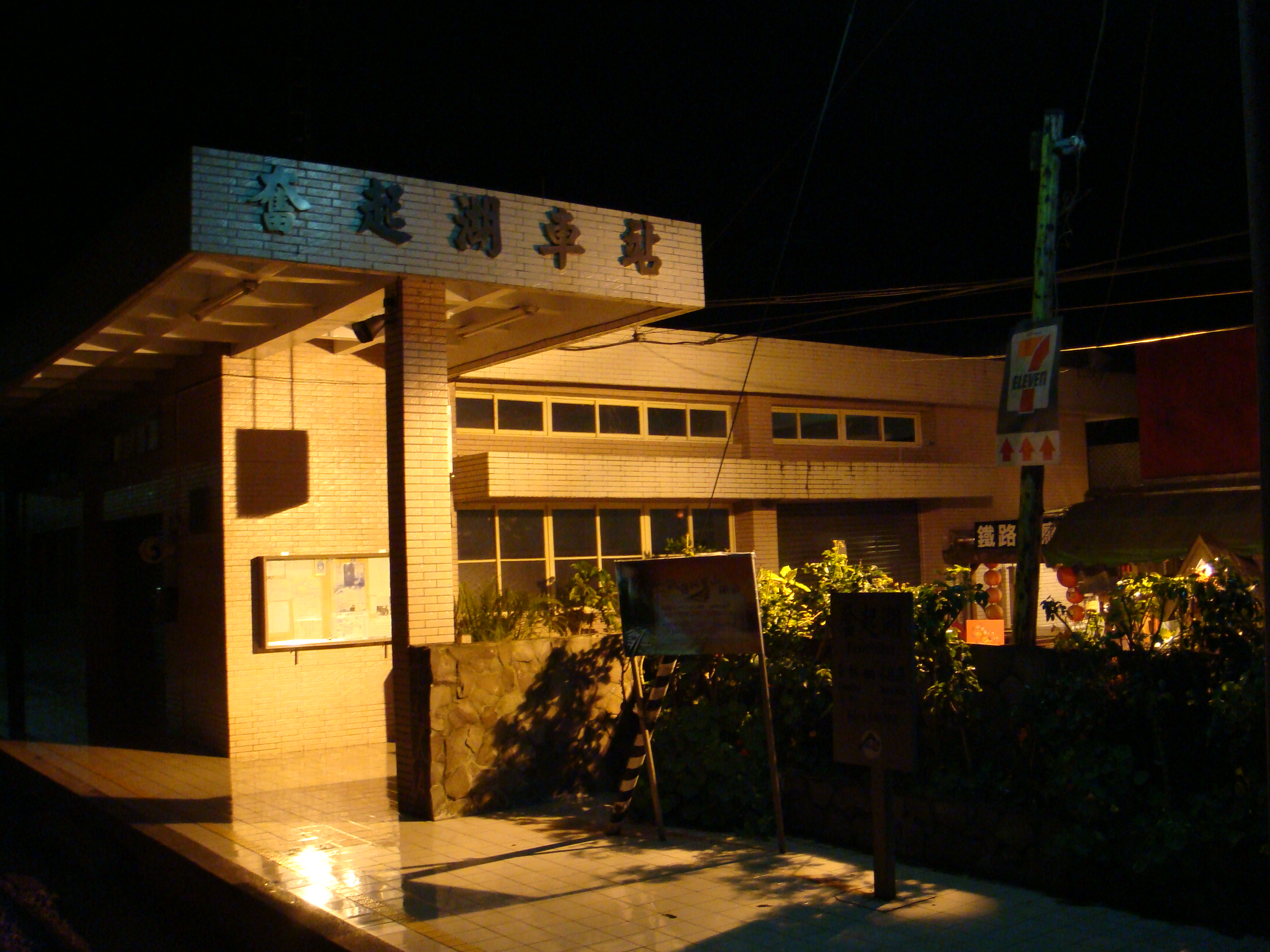
奮起湖車站
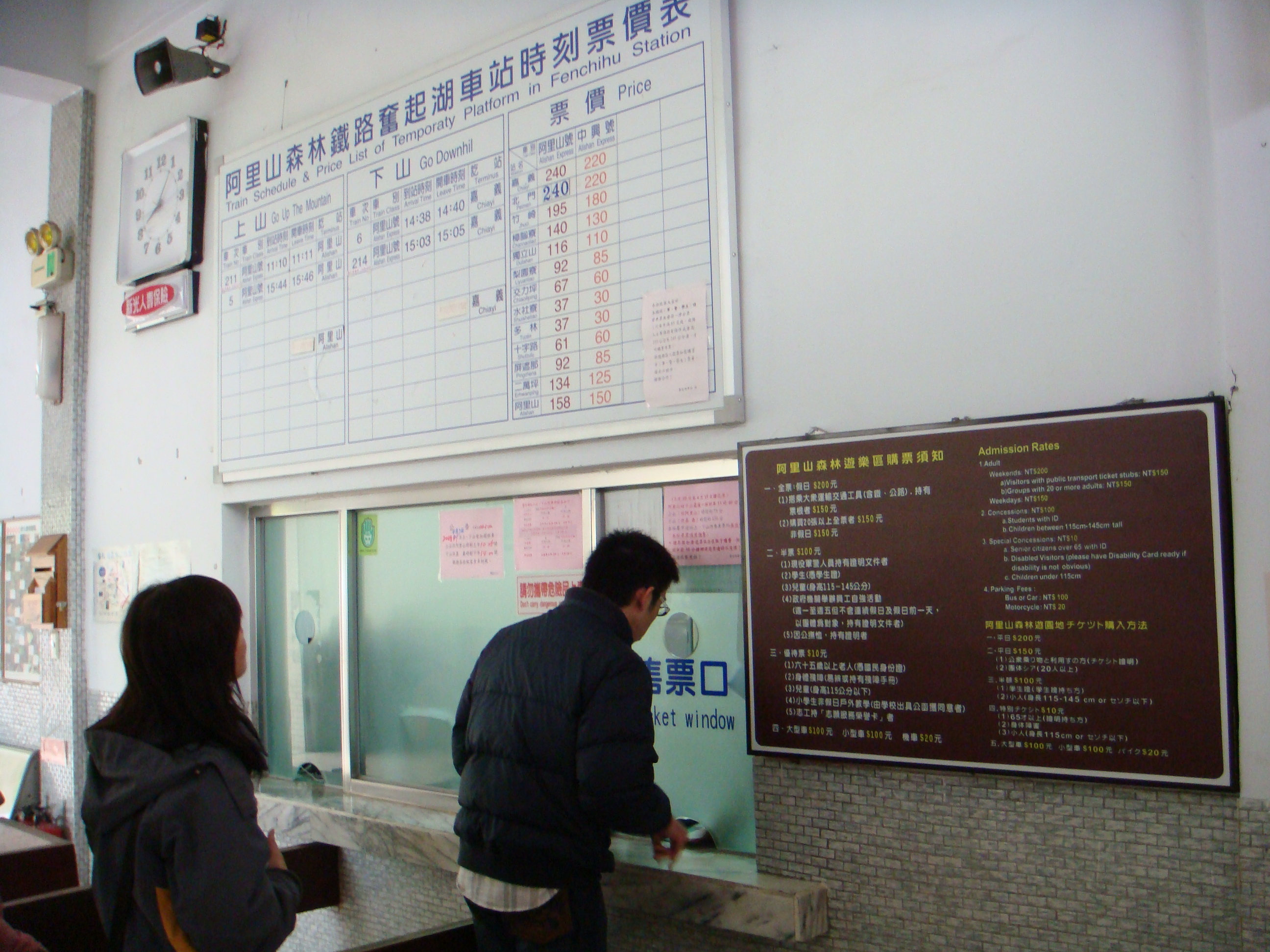
售票口
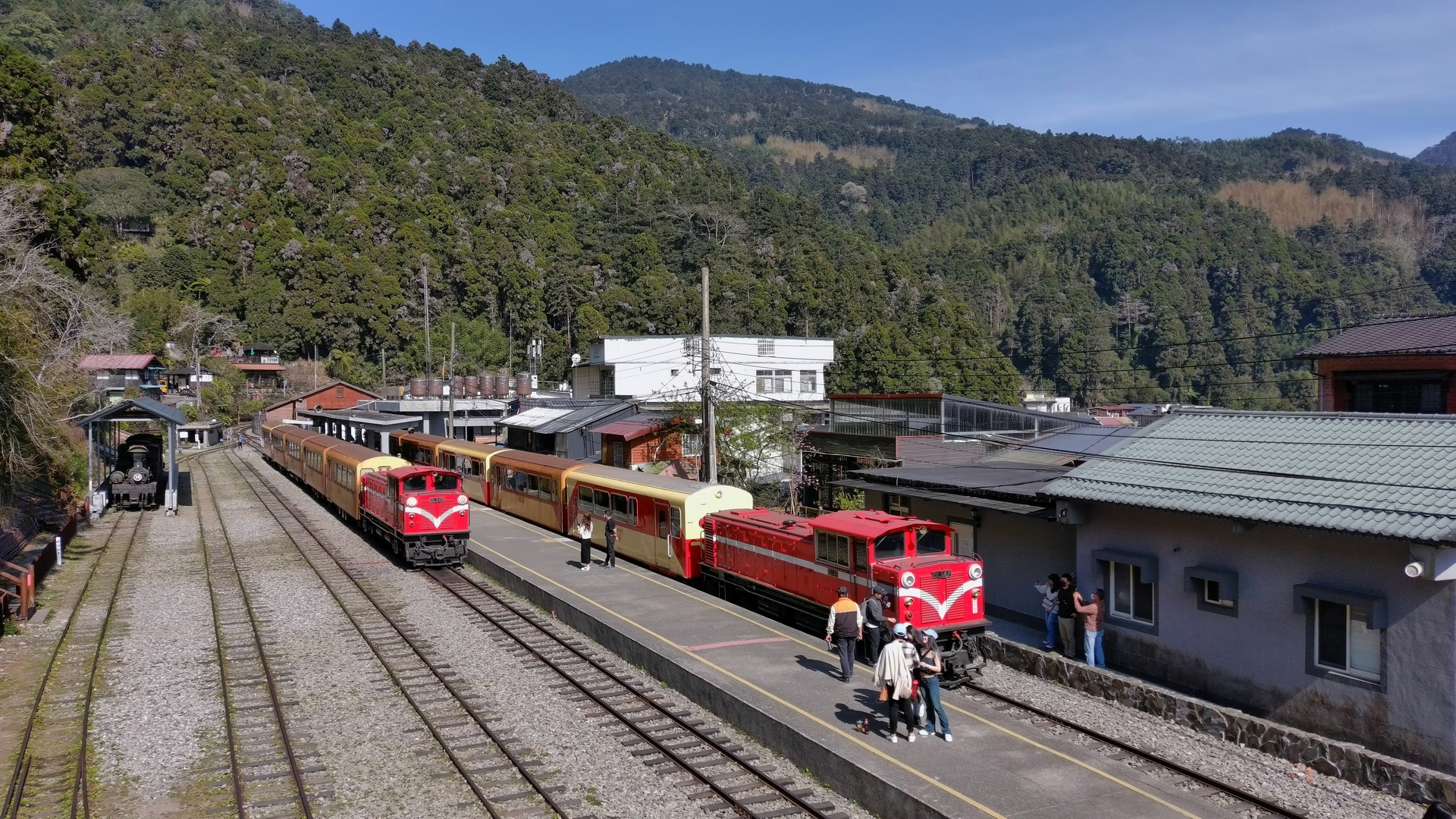
奮起湖車站遠景
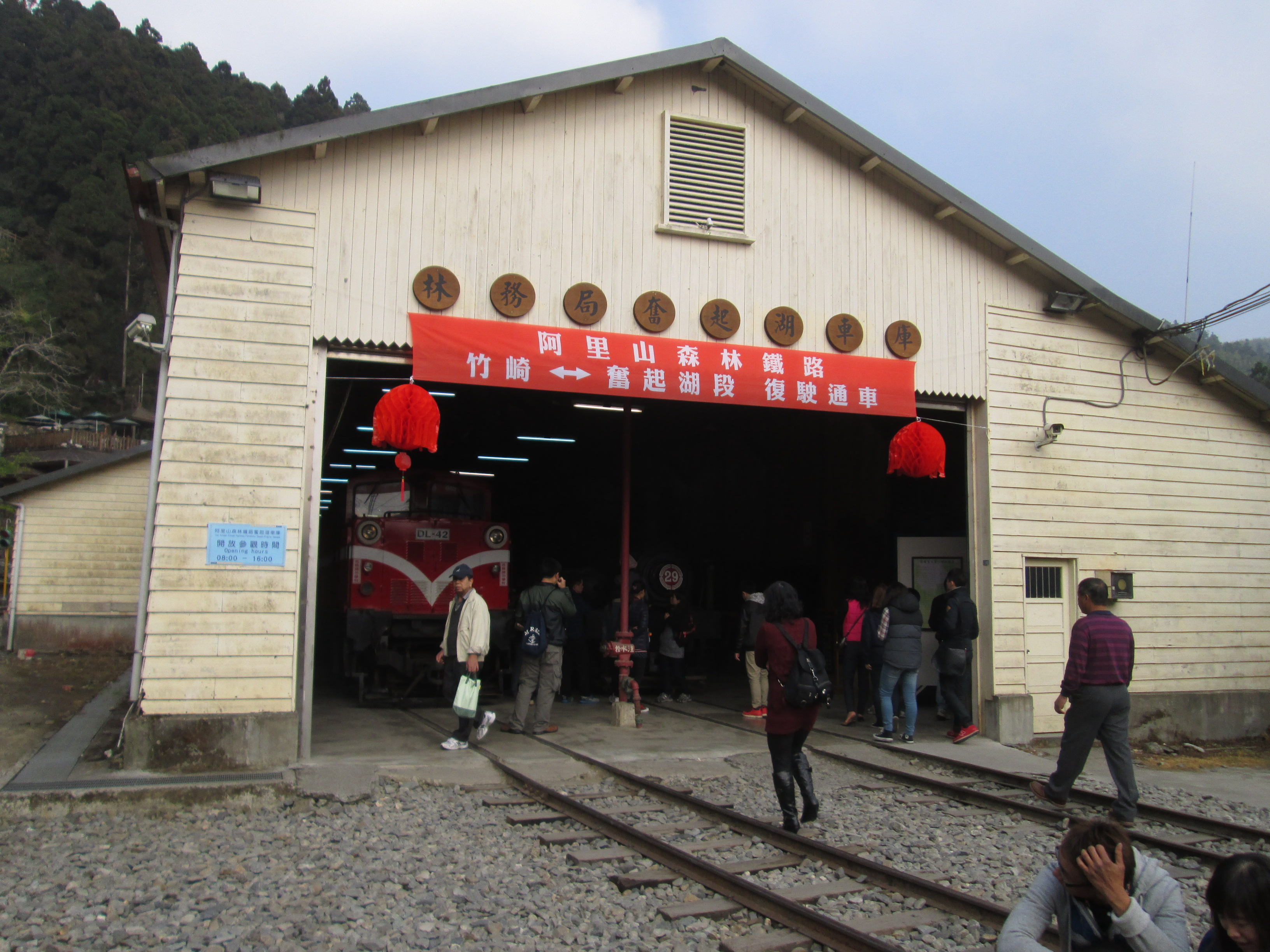
奮起湖車庫
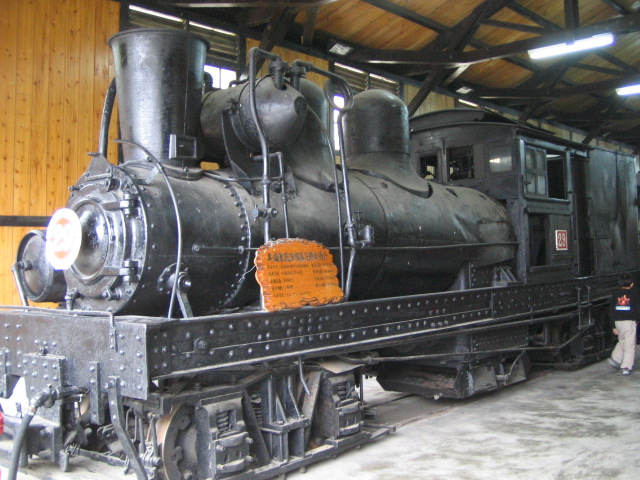
車庫內29號蒸汽火車
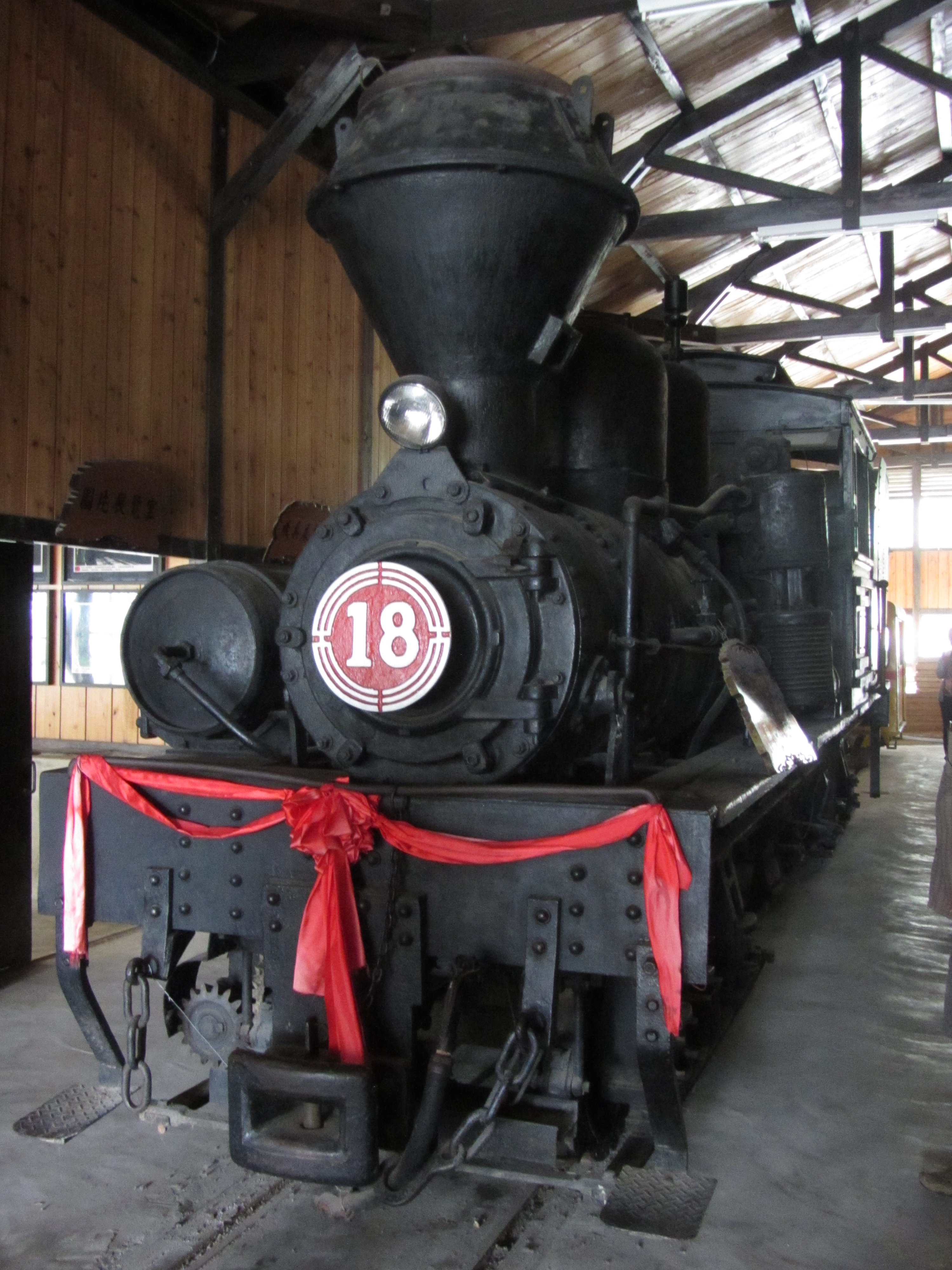
車庫內18號蒸汽火車
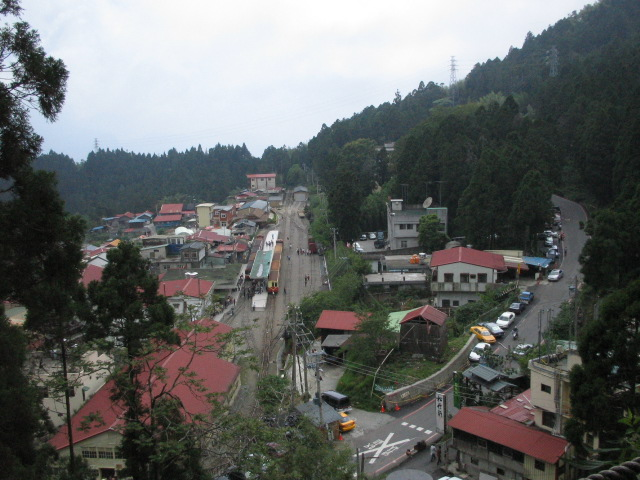
奮起湖車站遠景

## 外部連結
- 奮起湖車站（阿里山林業鐵路） （页面存档备份，存于）

23°30′18″N 120°41′41″E / 23.50500°N 120.69472°E